# هيلمان دارنيل
هيلمان دارنيل (بالإنجليزية: Darnell Hillman)‏ مواليد 29 أغسطس 1949 في ساكرامنتو، هو لاعب كرة سلة أمريكي سابق بدأ مسيرته الاحترافية في سنة 1971. يبلغ طوله 6 قدم 9 بوصة (2.1 م). اعتزل اللعب في 1980.

## فرق لعب لها
- إنديانا بايسرز
- بروكلين نتس
- دنفر ناغتس
- سكرامنتو كينغز
- غولدن ستايت ووريورز

## روابط خارجية
- هيلمان دارنيل على موقع الاتحاد الدولي لكرة السلة (الإنجليزية)
- هيلمان دارنيل على موقع إن بي أي (الإنجليزية)
- هيلمان دارنيل على موقع سبورتس رفرنس (الإنجليزية)
- هيلمان دارنيل على موقع كلية كرة السلة في سبورتس رفرنس.كوم (الإنجليزية)
- هيلمان دارنيل على موقع ريلجم (الإنجليزية)
- هيلمان دارنيل على موقع بروبوليرز (الإنجليزية)